# Rime
Rime är ett äventyr-pusselspel med en öppen värld, utvecklad av Tequila Works.
Spelet handlar om en pojke som måste fly från en ö och undvika en förbannelse. Spelet spelas genom pojken, och innebär att lösa uppgifter på ön för att komma vidare. Speldesignen använder ömiljön, utan dialog, för att berätta om spelets handling.